# Guillaume de Crombrugghe de Picquendaele

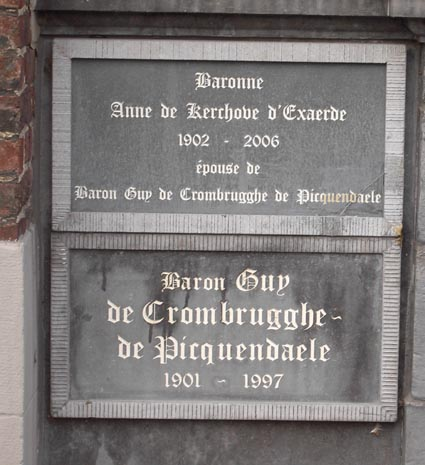
Detail uit het grafmonument van de familie, geplaatst tegen de kerkmuur te Bellem.

Guillaume (Guy) baron de Crombrugghe de Picquendaele (Wingene, 22 juni 1901 - Aalter, 30 januari 1997) was een burgemeester van de voormalige Belgische gemeente Bellem.

## Politieke familie
Guillaume de Crombrugghe de Picquendaele was een telg uit het geslacht De Crombrugghe. Hij was een zoon van Charles de Crombrugghe de Picquendale (1865-1919) en Carolina van der Bruggen (1875-1968). Zijn grootvader Charles van der Bruggen (1845-1875) was burgemeester van Wingene tot hij door wildstropers werd vermoord.
Na zijn huwelijk verhuisde hij naar Bellem, naar het ouderlijke kasteel van zijn echtgenote Anne-Marie (Anne) de Kerchove d'Exaerde (1902-2006), die de leeftijd bereikte van 104 jaar. Haar vader Georges de Kerchove d'Exaerde was eveneens burgemeester van Bellem geweest, haar grootvader Raymond de Kerchove d'Exaerde gouverneur van de provincie Oost-Vlaanderen.
Guy de Crombrugghe de Picquendaele was burgemeester van Bellem van 1939 tot 1971.